# گیره نوک پستان

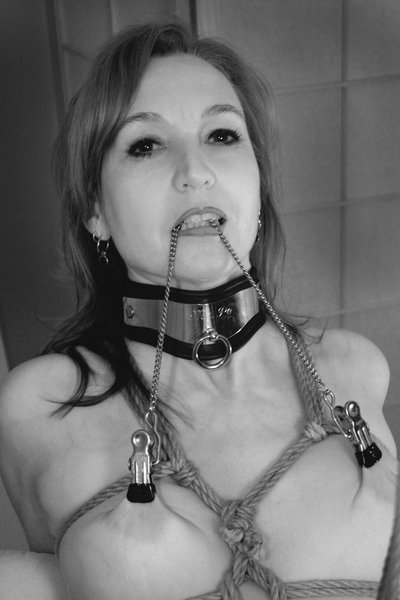
زنی برده جنسی که گیره نوک پستان را با دهان گرفته است.

گیره نوک پستان (به انگلیسی: Nipple clamp) نوعی گیره است که به نوک پستان زده می‌شود و مردان و زنان، هر دو می‌توانند از آن استفاده کنند.
این اسباب‌بازی جنسی وقتی که استفاده می‌شود با ایجاد فشار بر روی نوک پستان باعث درد در آن قسمت می‌شود و این درد می‌تواند لذت بخش باشد. برخی مردم نیز از دیدن افرادی که گیرهٔ نوک پستان زده‌اند لذت شهوانی می‌برند. این وسیله گاهی در فعالیت‌های بی‌دی‌اس‌ام نیز به‌کار می‌رود.

## نگارخانه

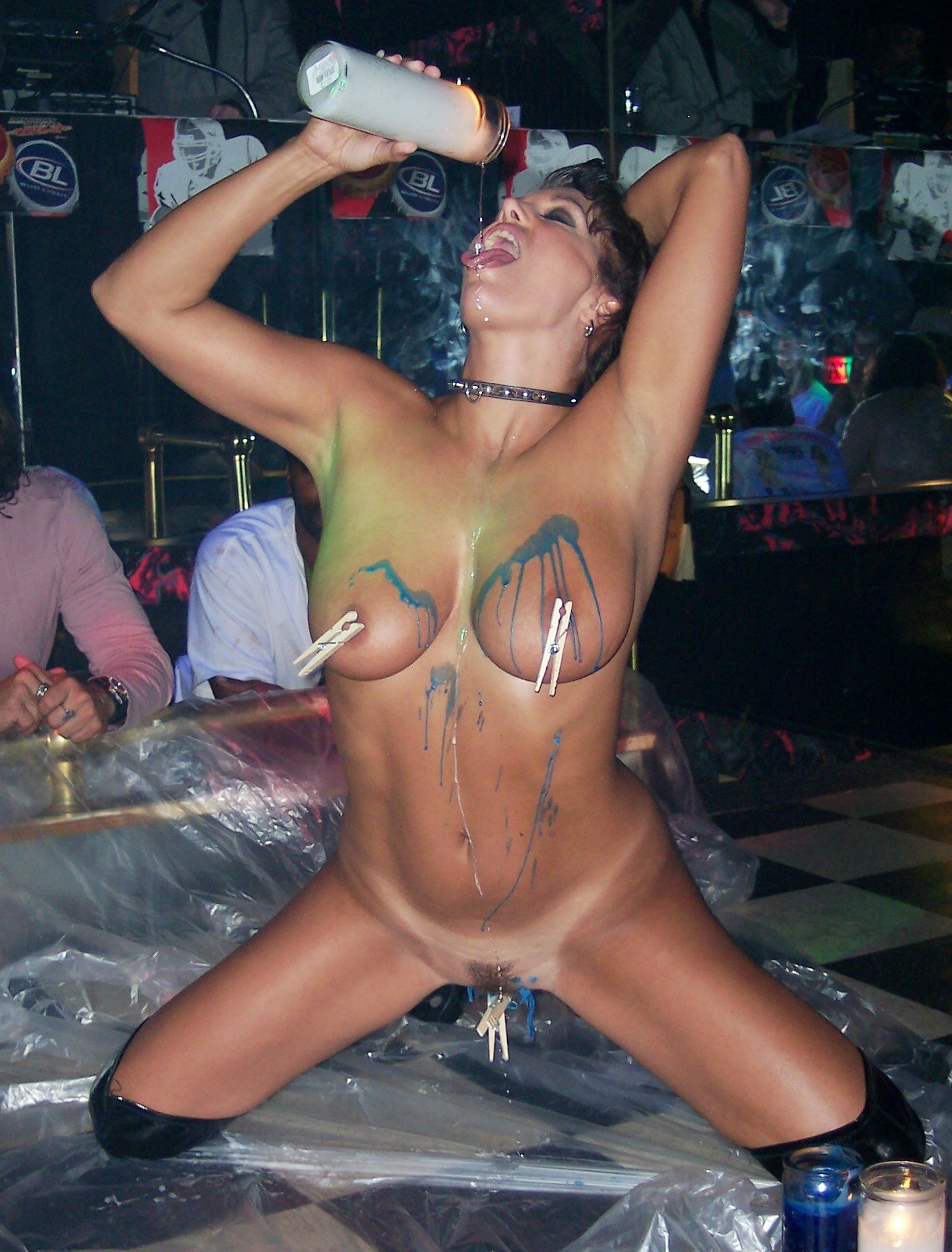
فلیسیا فاکس Felicia Fox بازیگر پورنوگرافی اهل اوهایو ، ایالات متحده آمریکا با گیره‌های لباسی بر پستان و لبه مهبل
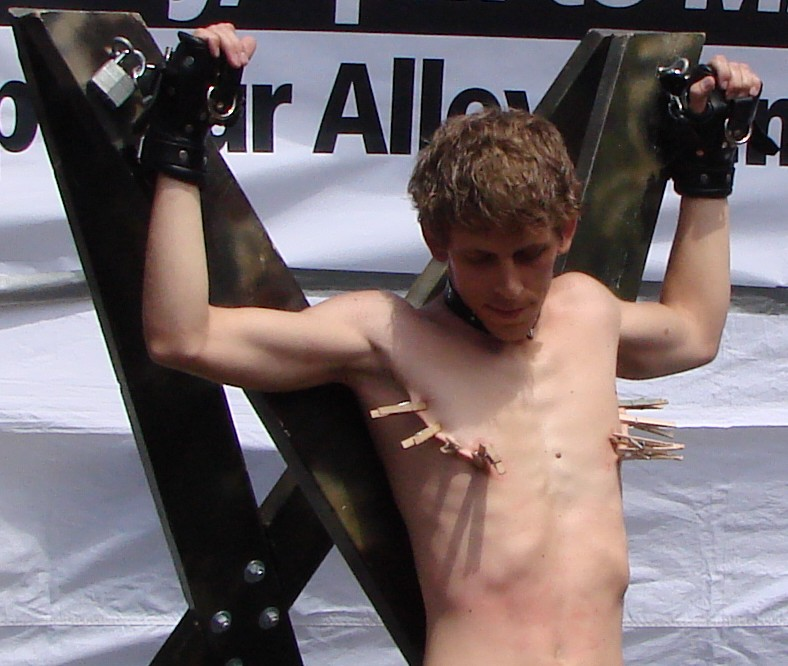
گیره نوک پستان استفاده شده توسط یک مرد در خیابان Andrews cross در روسیه
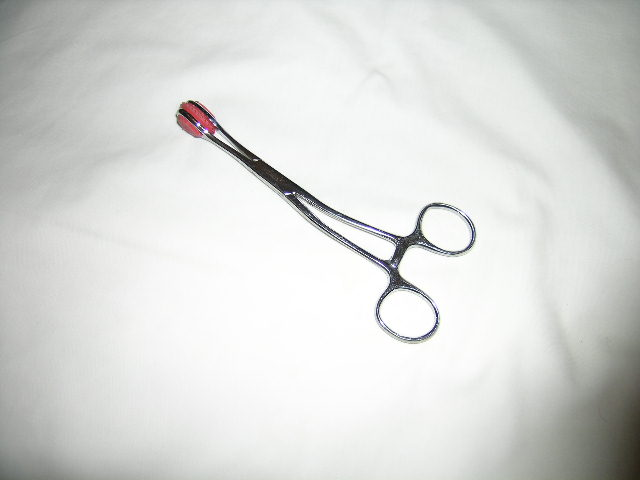
گیره نگه دارنده نوک پستان و هاله پستان در اتاق بازی  (از ابزار بی دی اس ام)